# Kaperngewächse
Kaperngewächse (Capparaceae) sind eine Pflanzenfamilie in der Ordnung der Kreuzblütlerartigen (Brassicales). Die etwa 28 Gattungen mit etwa 650 Arten sind fast weltweit von den warm-gemäßigten Gebieten bis in die Tropen verbreitet.

## Beschreibung

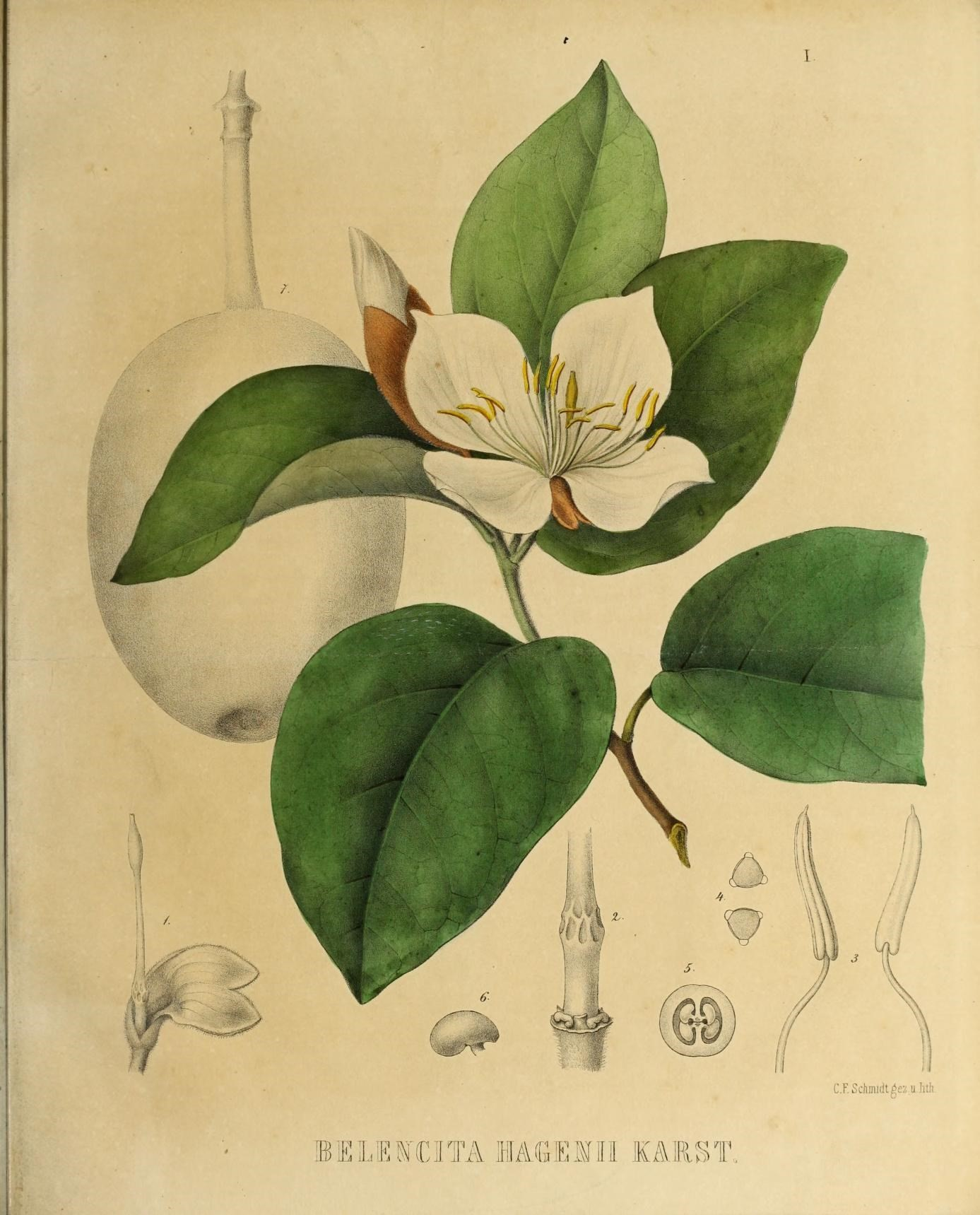
Illustration aus der Berliner allgemeinen Gartenzeitung von Belencita nemorosa

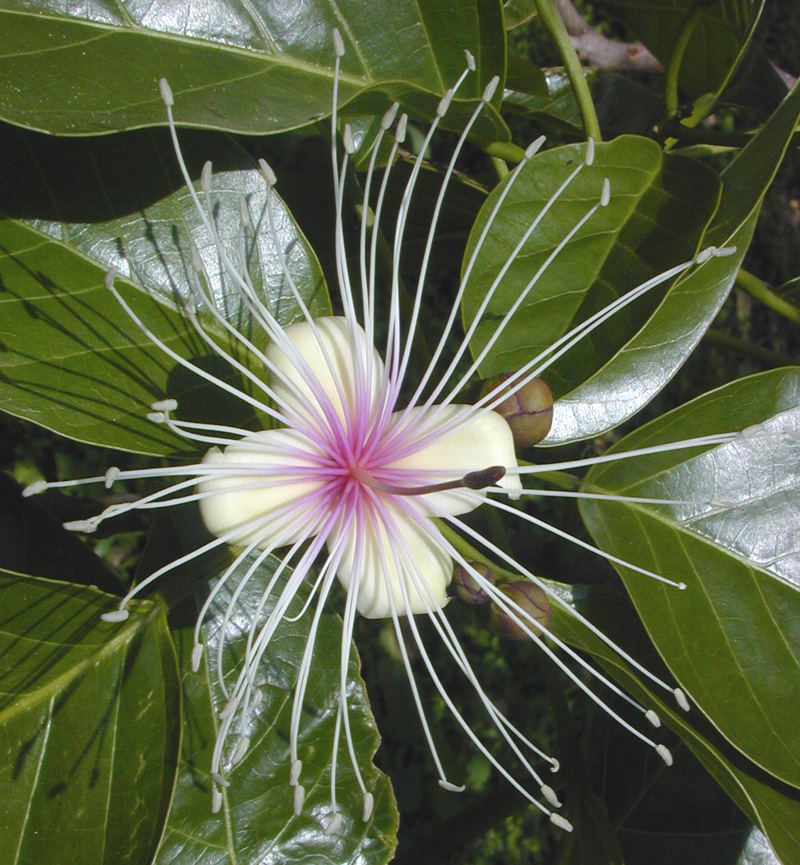
Blüte von Crateva religiosa mit sehr auffälligen Staubblättern

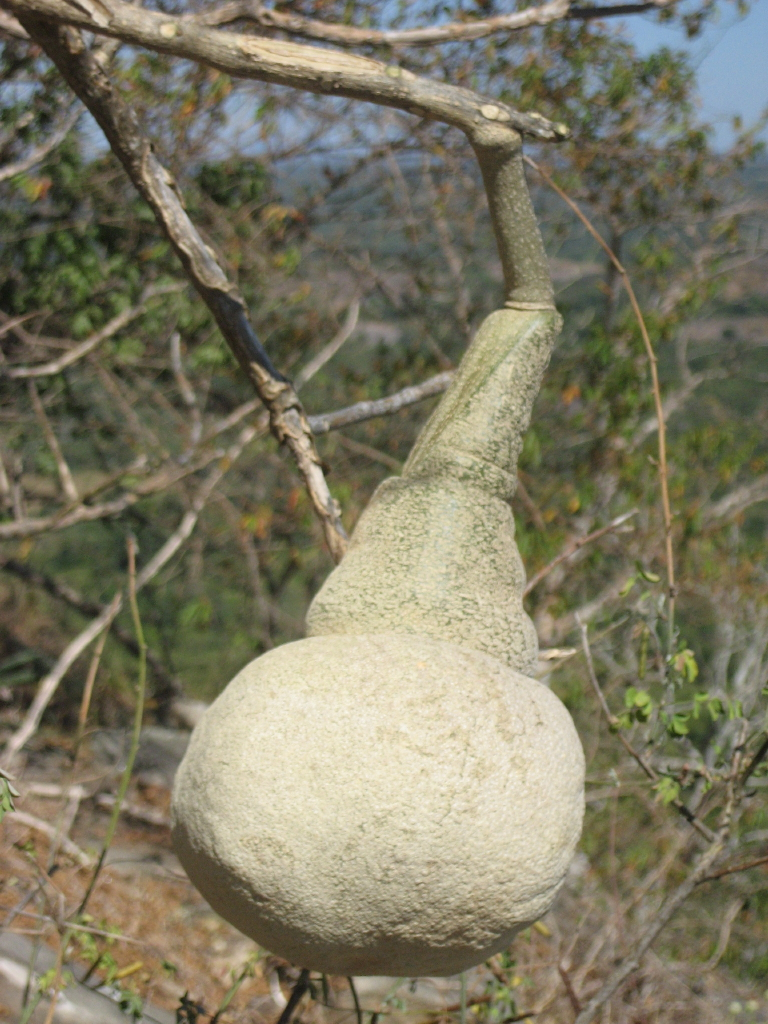
Frucht von Cladostemon kirkii

### Vegetative Merkmale
Es sind meist verholzende Pflanzen: Bäume, Sträucher oder Lianen, selten sind es krautige Pflanzen; einige Arten sind klimmende Pflanzen, viele Arten sind xerophytisch. Die meisten Arten sind immergrün; laubabwerfend sind einige Crateva-Arten. Oft besitzen Pflanzenteile verzweigte oder einfache Haare (Trichome).
Die Laubblätter sind meist wechselständig oder selten gegenständig angeordnet. Die Blattspreiten sind einfach oder zusammengesetzt mit drei bis selten neun Fiederblättchen. Wenn Nebenblätter vorhanden sind, dann sind sie stachelig oder klein.

### Generative Merkmale
Die Blüten stehen einzeln oder zu zwei bis zehn in traubigen, schirmtraubigen rispigen oder fast doldigen Blütenständen über Deckblättern zusammen.
Die meist zwittrigen, manchmal eingeschlechtigen Blüten sind fast radiärsymmetrisch bis zygomorph und oft vierzählig. Es sind ein oder zwei Kreise mit je vier Kelchblättern vorhanden, die gleich oder ungleich sein können. Kronblätter sind meist vier, selten sind viele oder acht vorhanden oder sie fehlen, sie können gekielt sein. Oft sind viele (selten vier, oft sechs bis 20 oder bis zu 100) Staubblätter vorhanden, die Staubfäden sind oft lang. Oft sind Gynophore oder selten Androgynophore ausgebildet. Es sind je zwei bis zwölf Fruchtblätter vorhanden. Der Fruchtknoten ist oberständig. Ein Diskus ist vorhanden.
Es werden oft Beeren oder Kapselfrüchte, selten Steinfrüchte oder Nussfrüchte gebildet mit einer bis vielen Samen. Die nierenförmigen bis polygonalen Samen sind glatt oder unterschiedlich skulptiert und enthalten einen geraden Embryo; es kann ein wenig Endosperm vorhanden sein.

### Chromosomensätze
Die Chromosomengrundzahl beträgt x = 8 oder 10.

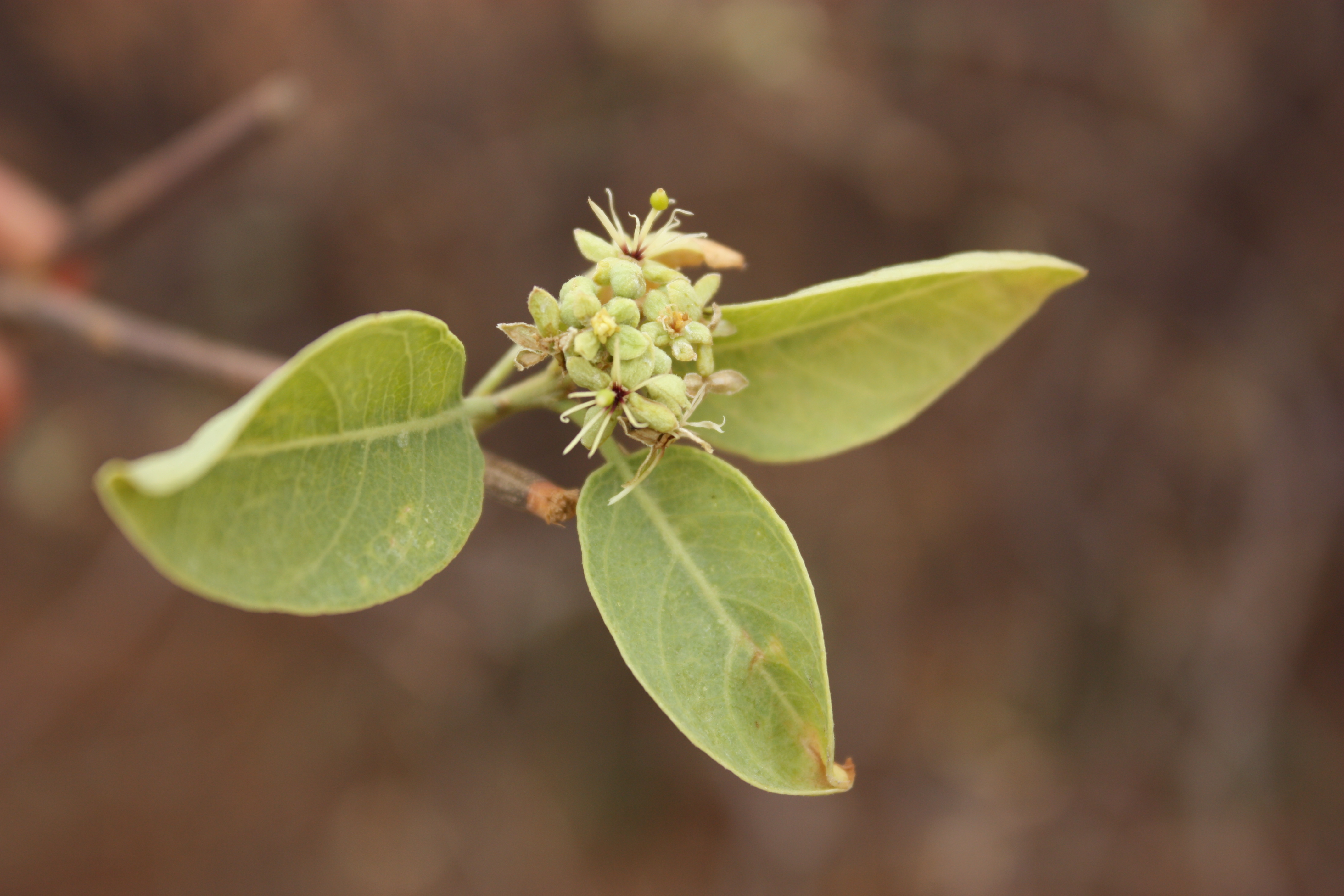
Blütenstand und Laubblätter von Boscia senegalensis

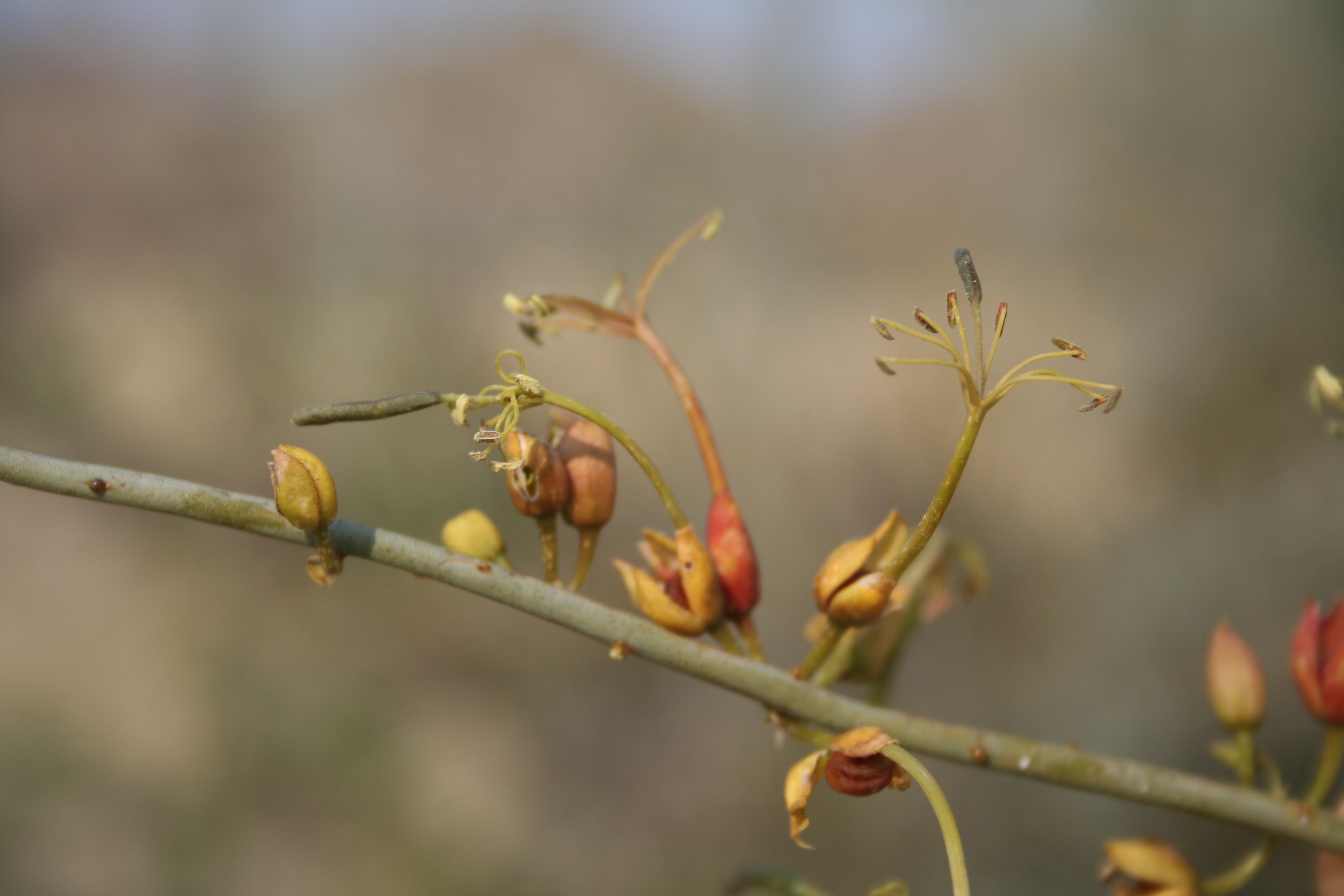
Zweig mit Blüten von Cadaba aphylla

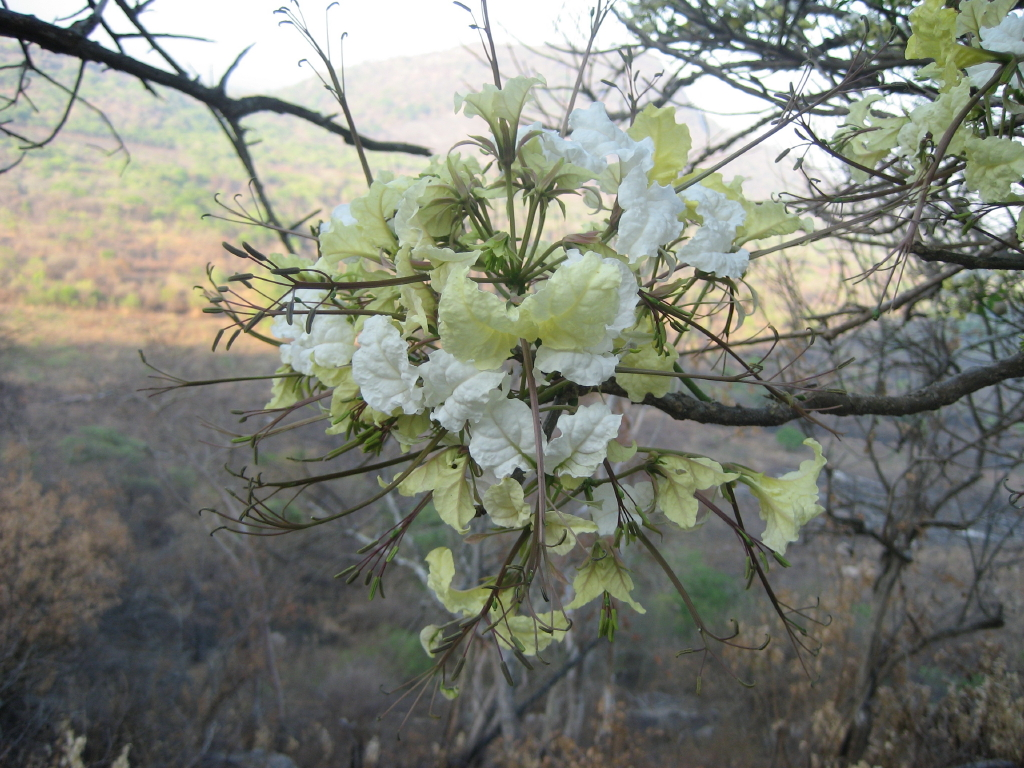
Cladostemon kirkii

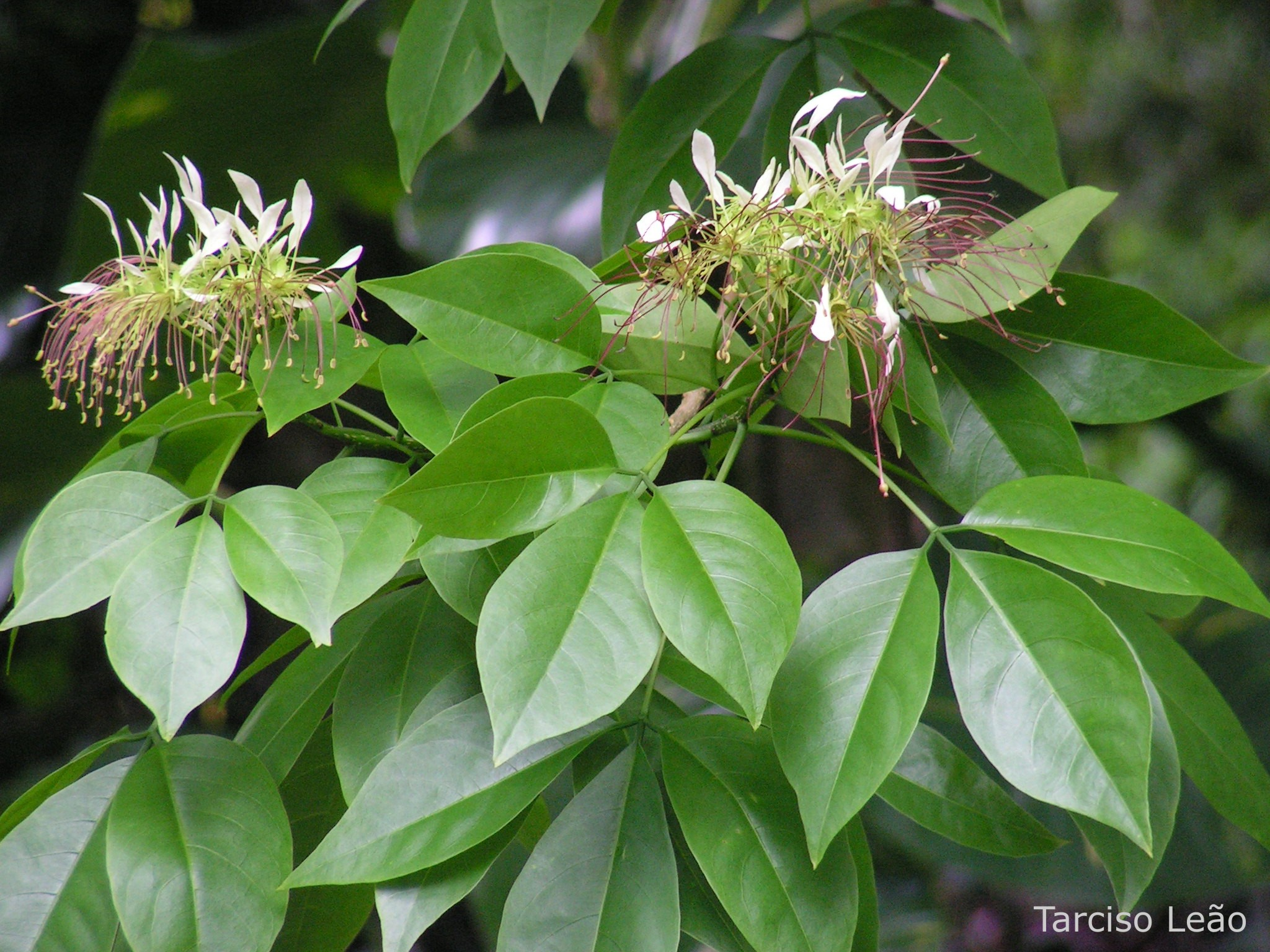
Crateva tapia

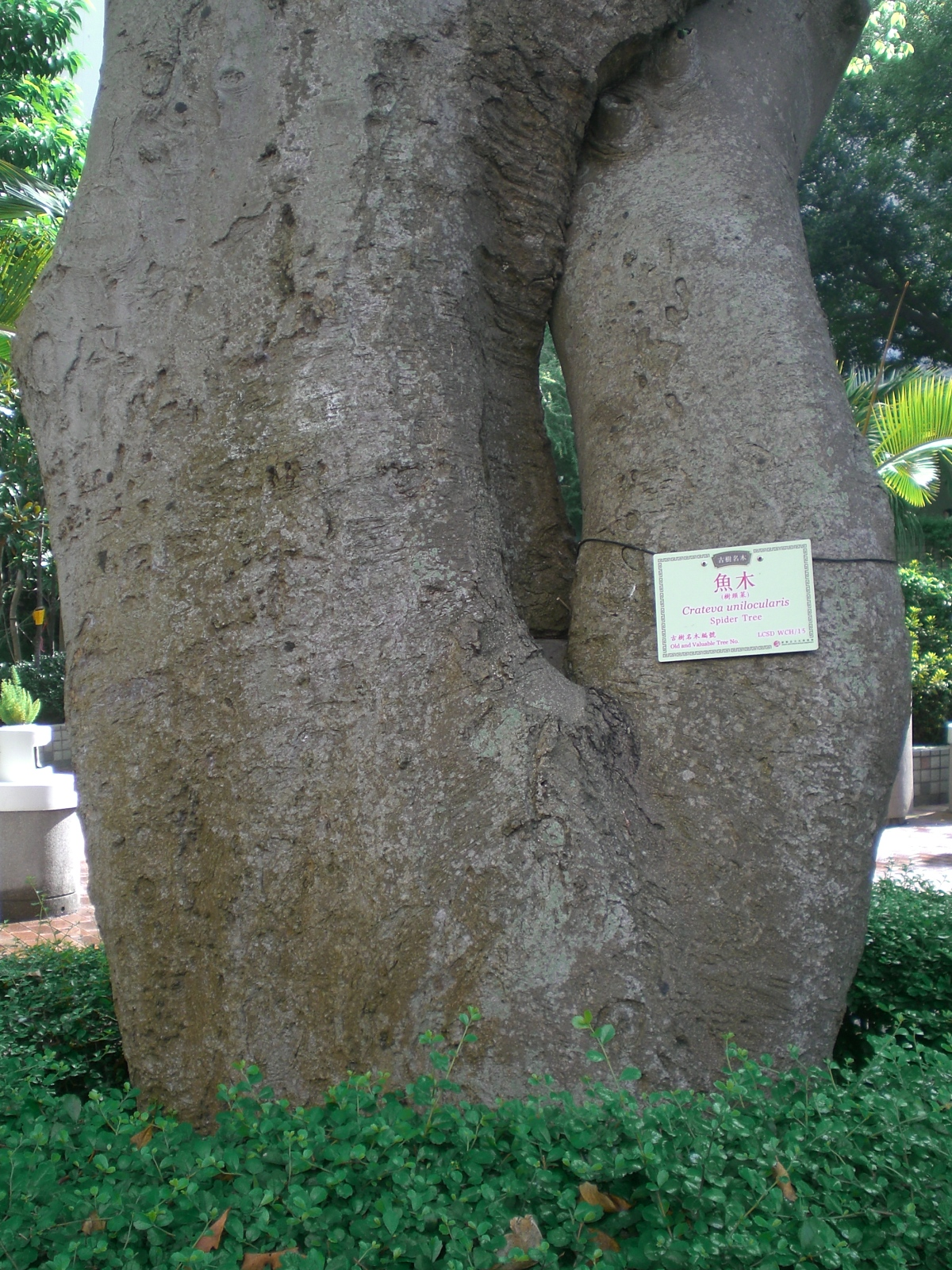
Crateva unilocularis

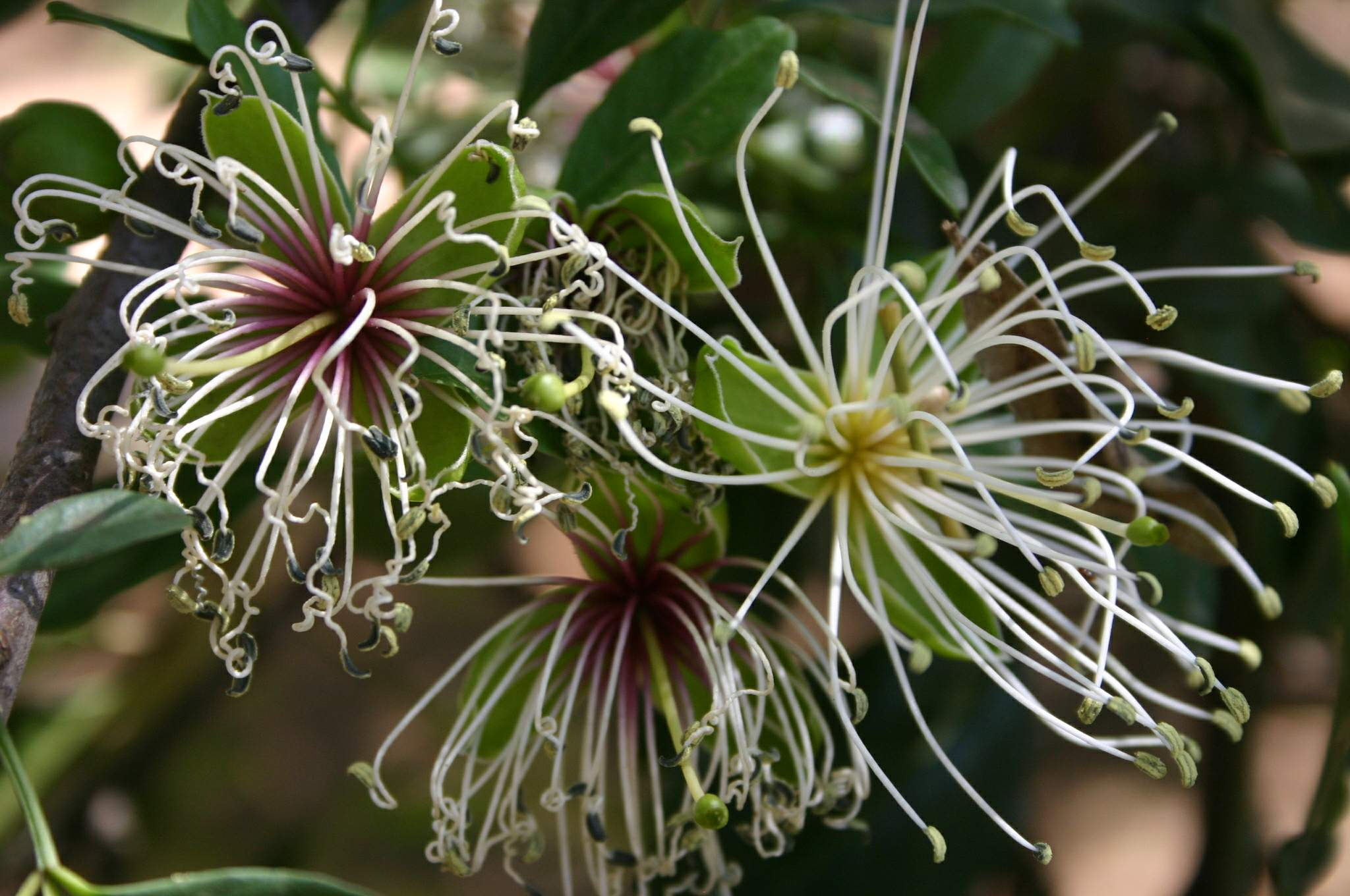
Blüten von Maerua caffra

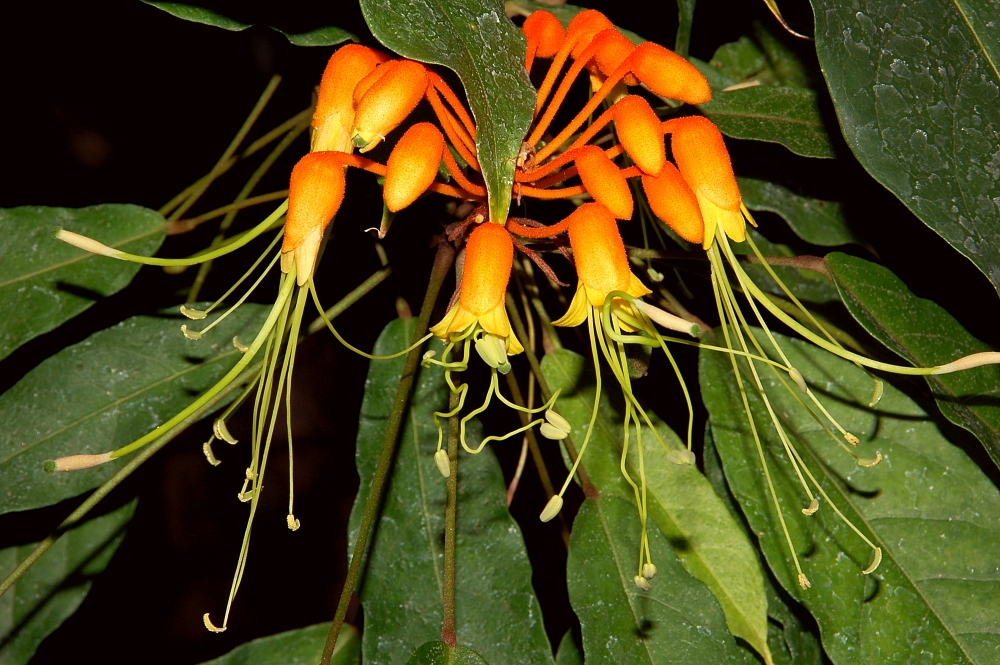
Steriphoma paradoxum

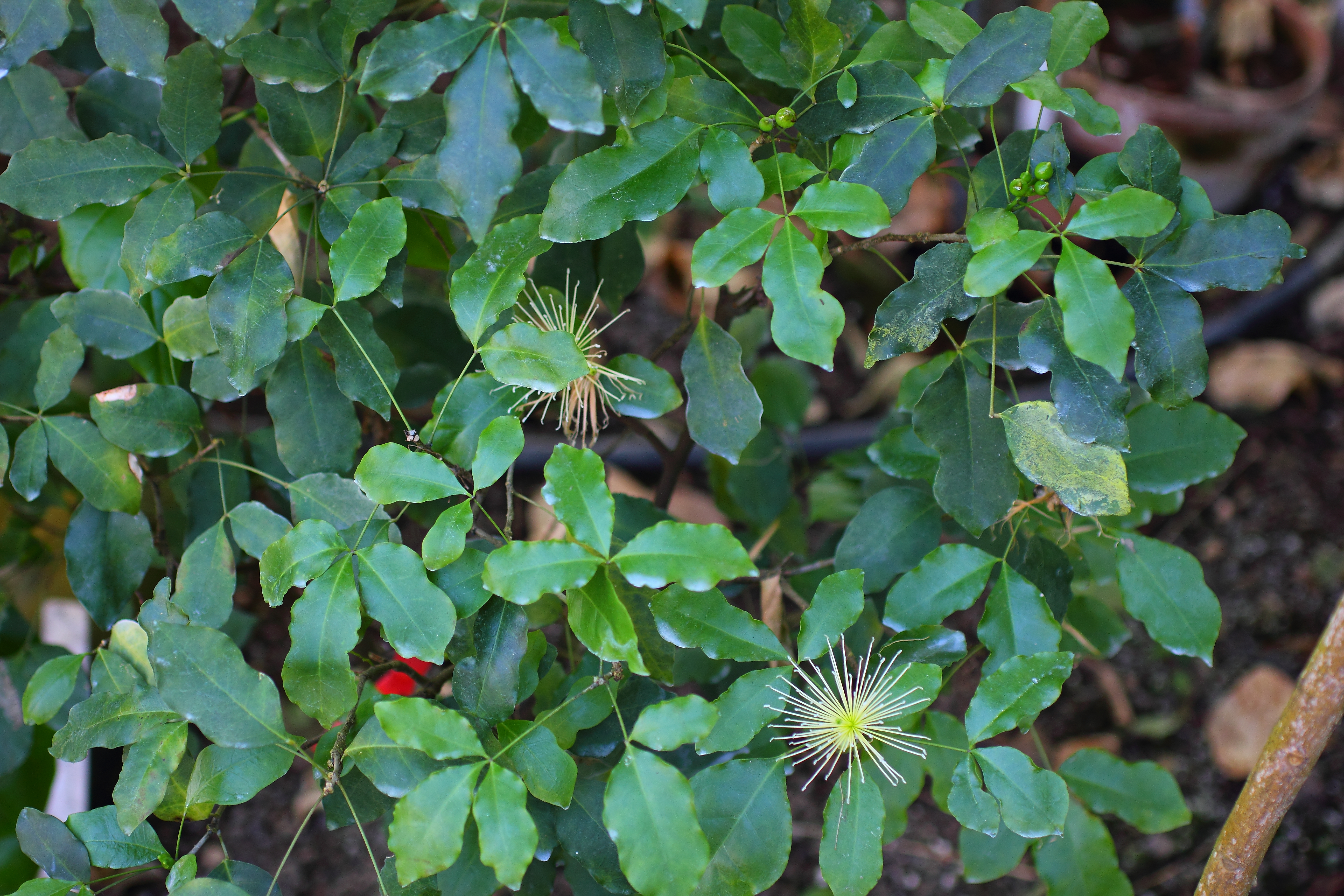
Thilachium panduriforme

## Systematik und Verbreitung
Die Familie der Capparaceae wurden 1789 durch Antoine Laurent de Jussieu unter dem Namen „Capparides“ in Genera Plantarum, S. 242–243 aufgestellt. Die Typusgattung ist Capparis L. Ein Synonym von Capparaceae Juss. ist subfam. Capparoideae.
Nach der Angiosperm Phylogeny Group in seiner neuesten Fassung APG IV gehört die Familie Capparaceae zur Ordnung der Brassicales.
Die etwa 650 Arten kommen hauptsächlich in tropischen bis subtropischen Gebieten vor, nur wenige Arten reichen bis in die gemäßigten Gebiete.
Die Familie Capparaceae enthält 16 bis 29 Gattungen mit 480 bis 650 Arten:
- Anisocapparis Cornejo & Iltis: Sie wurde 2008 aufgestellt und enthält nur eine Art:
  - Anisocapparis speciosa (Griseb.) Cornejo & Iltis: Sie kommt in Bolivien, Argentinien und Paraguay vor.[4]
- Apophyllum F.Muell.: Sie enthält nur eine Art:
  - Apophyllum anomalum F.Muell.: Sie kommt im nordöstlichen Australien vor.[5]
- Atamisquea Miers ex Hook. & Arn.: Sie enthält nur eine Art:
  - Atamisquea emarginata Miers ex Hook. & Arn.: Sie kommt von den südwestlichen USA bis ins nordwestliche Mexiko und im südlichen Südamerika vor.[1]
- Bachmannia Pax: Sie enthält nur eine Art:
  - Bachmannia woodii (Oliv.) Gilg: Sie kommt im südlichen Afrika vor.[5]
- Belencita H.Karst.: Sie enthält nur eine Art:
  - Belencita nemorosa (Jacq.) Dugand: Sie kommt in Kolumbien und Venezuela vor.[5]
- Borthwickia W.W.Sm.: Sie enthält nur eine Art:
  - Borthwickia trifoliata W.W.Sm.: Sie kommt im südlichen Yunnan und östlichen sowie nördlichen Myanmar vor.[6]
- Boscia Lam. ex J.St.-Hil.: Die etwa 37 Arten kommen in Afrika, Arabien und Madagaskar vor.[5] Darunter:
  - Boscia foetida Schinz
  - Boscia senegalensis Lam.
- Buchholzia Engl.: Die nur zwei Arten kommen in Westafrika vor.[5]
- Cadaba Forssk.: Die etwa 30 Arten gedeihen in den Tropen und kommen besonders in Afrika vor.[5]
- Capparicordis Iltis & Cornejo: Die nur drei Arten kommen in der Neotropis vor.
- Kapernsträucher (Capparis L.: Sie enthält etwa 270 Arten, oder einschließlich Calanthea (DC.) Miers, Capparidastrum Hutch., Colicodendron Mart., Hispaniolanthus Cornejo & Iltis, Neocalyptrocalyx Hutch., Quadrella J. Presl dann mit etwa 400 Arten), darunter beispielsweise:
  - Kaper (Capparis spinosa L.)
  - Capparis masaikai H.Lév.: Aus China und Vietnam.
- Cladostemon A.Braun & Vatke: Sie enthält nur eine Art:
  - Cladostemon kirkii (Oliv.) Pax & Gilg: Sie kommt im südlichen bis südöstlichen Afrika vor.[5]
- Crateva L. (Syn.: Belou Adans., Crataeva L., Nevosmila Raf., Othrys Noronha ex Du Petit-Thouars, Tapia Mill., Triclanthera Raf.): Die 8–14 Arten sind fast weltweit verbreitet in den Tropen bis Subtropen und einer Ausdehnung in den Norden bis ins südliche Japan in Asien, nach Süden bis zum nördlichen Argentinien in Südamerika. In China gibt es fünf Arten.[6]
- Cynophalla (DC.) J.Presl (die Arten wurden auch zu Capparis gestellt): Die etwa 20 Arten kommen in der Neotropis von den südöstlichen USA über Mexiko und auf karibischen Inseln über Zentralamerika bis ins nördlichen Südamerika verbreitet. vor.[1]
- Dhofaria A.G.Mill.: Sie enthält nur eine Art:
  - Dhofaria macleishii A.G.Mill.: Dieser Endemit kommt nur in Oman vor.[5]
- Dipterygium Decne.: Sie enthält nur eine Art:
  - Dipterygium glaucum Decne.: Sie kommt von Ägypten bis Pakistan vor.[5]
- Euadenia Oliv.; mit drei Arten, die im tropischen Afrika vorkommen.[5]
- Forchhammeria Liebm.: Die etwa zehn Arten kommen von Kalifornien bis Zentralamerika und auf karibischen Inseln vor.[5]
- Maerua Forssk. (Syn.: Courbonia Brongn.): Die etwa 100 Arten in den Tropen verbreitet, besonders in Afrika.[5]
- Mesocapparis (Eichler) Cornejo & Iltis: Sie enthält nur eine Art:
  - Mesocapparis lineata (Pers.) Cornejo & Iltis: Sie kommt in Brasilien vor.[5]
- Monilicarpa Cornejo & Iltis: Die nur zwei Arten kommen in Südamerika vor.
- Morisonia L.: Die etwa fünf Arten kommen auf karibischen Inseln und im tropischen Südamerika vor.[5]
- Neothorelia Gagnep.: Sie enthält nur eine Art:
  - Neothorelia laotica Gagnep.: Sie kommt in Südostasien vor.[5]
- Poilanedora Gagnep.: Sie enthält nur eine Art:
  - Poilanedora unijuga Gagnep.: Sie kommt in Südostasien vor.[5]
- Puccionia Chiov.: Sie enthält nur eine Art:
  - Puccionia macradenia Chiov.: Dieser Endemit kommt nur im nördlichen Somalia vor.[5]
- Quadrella (DC.) J.Presl: Die etwa 25 Arten sind von den südlichen bis südöstlichen USA (zwei Arten) über Mexiko und karibischen Inseln, Zentralamerika bis ins nördlichen Südamerika verbreitet.[7][8][1]
- Ritchiea R.Br. ex G.Don: Die etwa 30 Arten kommen im tropischen Afrika vor.[5]
- Sarcotoxicum Cornejo & Iltis: Sie enthält nur eine Art:
  - Sarcotoxicum salicifolium (Griseb.) Cornejo & Iltis: Sie kommt in Argentinien vor.
- Steriphoma Spreng.: Die etwa acht Arten kommen von Guatemala über Trinidad bis Venezuela und Peru vor.[5]
- Stixis Lour. (Syn.: Roydsia Roxb.): Die etwa sieben Arten sind in Südostasien vom östlichen Himalaja bis Hainan und den Kleinen Sundainseln verbreitet.[5] In China gibt es etwa drei Arten.[6]
- Thilachium Lour.: Die etwa 13 Arten sind von Somalia bis ins südöstliche Afrika und  in Madagaskar sowie auf den Maskarenen verbreitet.[5]
- Tirania Pierre: Sie enthält nur eine Art:
  - Tirania purpurea Pierre: Sie kommt nur im südlichen Vietnam vor.[5]

Je nach Autor werden Gattungen hier eingeordnet oder in anderen Familien der Brassicales; hier ist die Systematik noch in Diskussion. So müssen z. B. möglicherweise die vier Gattungen Forchhammeria, Neothorelia, Stixis und Tirania in eine eigene neue Familie der Stixaceae eingeordnet werden und die Gattung Borthwickia kommt vielleicht auch in eine eigene Familie Borthwickiaceae.

## Inhaltsstoffe
Immer sind Senfölglykoside vorhanden (enge Verwandtschaft mit den Kreuzblütengewächsen (Brassicaceae)).

## Nutzung
Bei den Kapern werden die Blütenknospen gegessen. Capparis spinosa und Capparis ovata sind vor allem im Mittelmeerraum verbreitet; die jährliche Kapernproduktion (als Gewürz) liegt bei 10.000 Tonnen.

## Weiterführende Literatur
- J. C. Hall: Systematics of Capparaceae and Cleomaceae: an evaluation of the generic delimitations of Capparis and Cleome using plastid DNA sequence data. In: Botany, Volume 86, Issue 7, 2008, S. 682–696. doi:10.1139/B08-026
- Xavier Cornejo, Hugh H. Iltis: The reinstatement of Beautempsia (Capparaceae) and a key to the genera of Neotropical Capparaceae with variously stellate or peltate indumenta. In: Journal of the Botanical Research Institute of Texas, Volume 3, 2009, S. 683–689.
- Hugh H. Iltis, J. C. Hall, T. S. Cochrane, K. J. Sytsma: Studies in the Cleomaceae I: On the separate recognition of Capparaceae, Cleomaceae, and Brassicaceae. In: Annals of the Missouri Botanical Garden, Volume 98, Issue 1, 2011. 28–36. doi:10.3417/2007017
- Jun-Xia Su, Wei Wang, Li-Bing Zhang, Zhi-Duan Chen: Phylogenetic placement of two enigmatic genera, Borthwickia and Stixis, based on molecular and pollen data, and the description of a new family of Brassicales, Borthwickiaceae. In: Taxon, Volume 61, Issue 3, Juni 2012, S. 601–611. doi:10.1002/tax.613009
- W. M. Cardinal-McTeague, K. J. Sytsma, J. C. Hall: Biogeography and diversification of Brassicales: a 103 million year tale. In: Molecular Phylogenetics and Evolution, Volume 99, 2016, S. 204–224. doi:10.1016/j.ympev.2016.02.021
- M. J. M. Christenhusz, M. F. Fay, J. W. Byng (Hrsg.). The Global Flora, Volume 4: Special Edition, GLOVAP Nomenclature Part 1. Plant Gateway Ltd., Bradford, 2018, ISBN 978-0-9929993-9-1.
- Xavier Cornejo: Notes on the nomenclature of neotropical Capparaceae: An answer to Global Flora. In: Harvard Papers in Botany, Volume 23, Issue 2, 2018, S. 179–185. doi:10.3100/hpib.v23iss2.2018.n3 online bei researchgate.
- Xavier Cornejo, Hugh H. Iltis Two new genera of Capparaceae: Sarcotoxicum and Mesocapparis stat. nov., and the reinstatement of Neocalyptrocalyx. In: Harvard Papers in Botany, Volume 13, Issue 1, 2008, S. 103–117. doi:10.3100/1043-4534(2008)13[103:TNGOCS]2.0.CO;2
- Jorge D. Mercado-Gómez, Tania Escalante: Areas of endemism of the Neotropical species of Capparaceae. In: Biological Journal of the Linnean Society, Volume 126, Issue 3, 2019, S. 507–520. doi:10.1093/biolinnean/bly186
- A. S. Tamboli, P. B. Yadav, A. A. Gothe, S. R. Yadav, S. P. Govindwar: Molecular phylogeny and genetic diversity of genus Capparis (Capparaceae) based on plastid DNA sequences and ISSR markers. In: Plant Systematics and Evolution, Volume 304, Issue 2, 2018, S. 205–217. doi:10.1007/s00606-017-1466-z
- Jorge D. Mercado-Gómez, Tania Escalante: Track analysis of the Neotropical species of Capparaceae. In: Australian Systematic Botany, Volume 33, Issue 2, Februar 2020, S. 129–136. doi:10.1071/SB18058
- Jorge D Mercado Gómez, David A Prieto-Torres, Maylin Adriana Gonzalez, María Eugenia Morales Puentes, Tania Escalante, Octavio Rojas-Soto: Climatic affinities of Neotropical species of Capparaceae: an approach from ecological niche modelling and numerical ecology. In: Botanical Journal of the Linnean Society, Volume 193, Issue 2, Juni 2020, S. 263–275. doi:10.1093/botlinnean/boz092

- Karte mit allen verlinkten Seiten:
- OSM |
- WikiMap